# Hans Hellers
Pehr August Hans Hellers, född 10 februari 1919 i Örgryte församling, Göteborg, död 13 september 1993 i Kungsholms församling, Stockholm, var en svensk lärare och fackföreningsman.
Efter studentexamen 1938 och folkskollärarexamen 1947 var Hellers folkskollärare på Öckerö 1947–50 och i Göteborg 1950–58. Han blev ombudsman i Sveriges folkskollärarförbund 1958, i Sveriges lärarförbund 1963 och var förbundsordförande där 1967–85. Han blev styrelseledamot i Tjänstemännens centralorganisations statstjänstemannasektion (TCO-S) 1964, vice ordförande där 1967 och var ordförande 1976–85.